# Sillenbuch
Koordinaten: 48° 45′ N, 9° 13′ O
Sillenbuch ist ein Stadtbezirk im Süden von Stuttgart an der Filderebene. Zum Stadtbezirk gehören die drei Stadtteile Sillenbuch, Heumaden und Riedenberg. Mit rund 24.000 Einwohnern ist er der drittgrößte der sechs Stuttgarter „Filder-Stadtbezirke“.

## Stadtteile

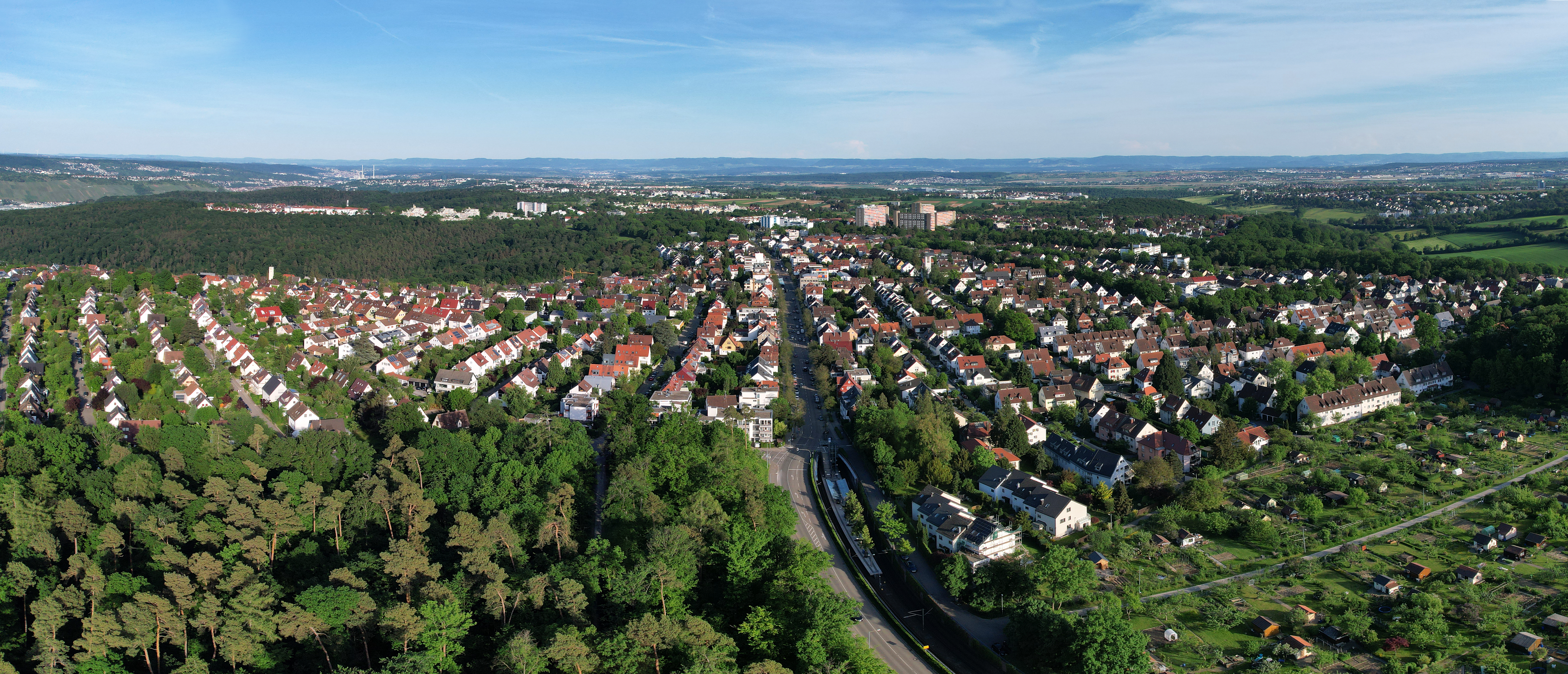
Sillenbuch aus westlicher Richtung (2022)

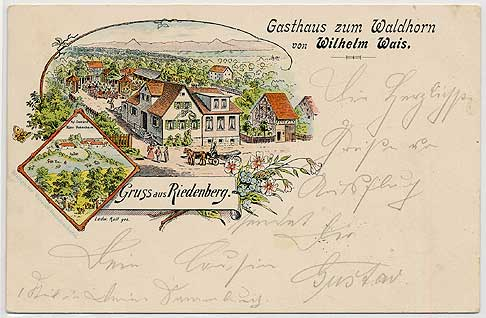
Riedenberg um 1900

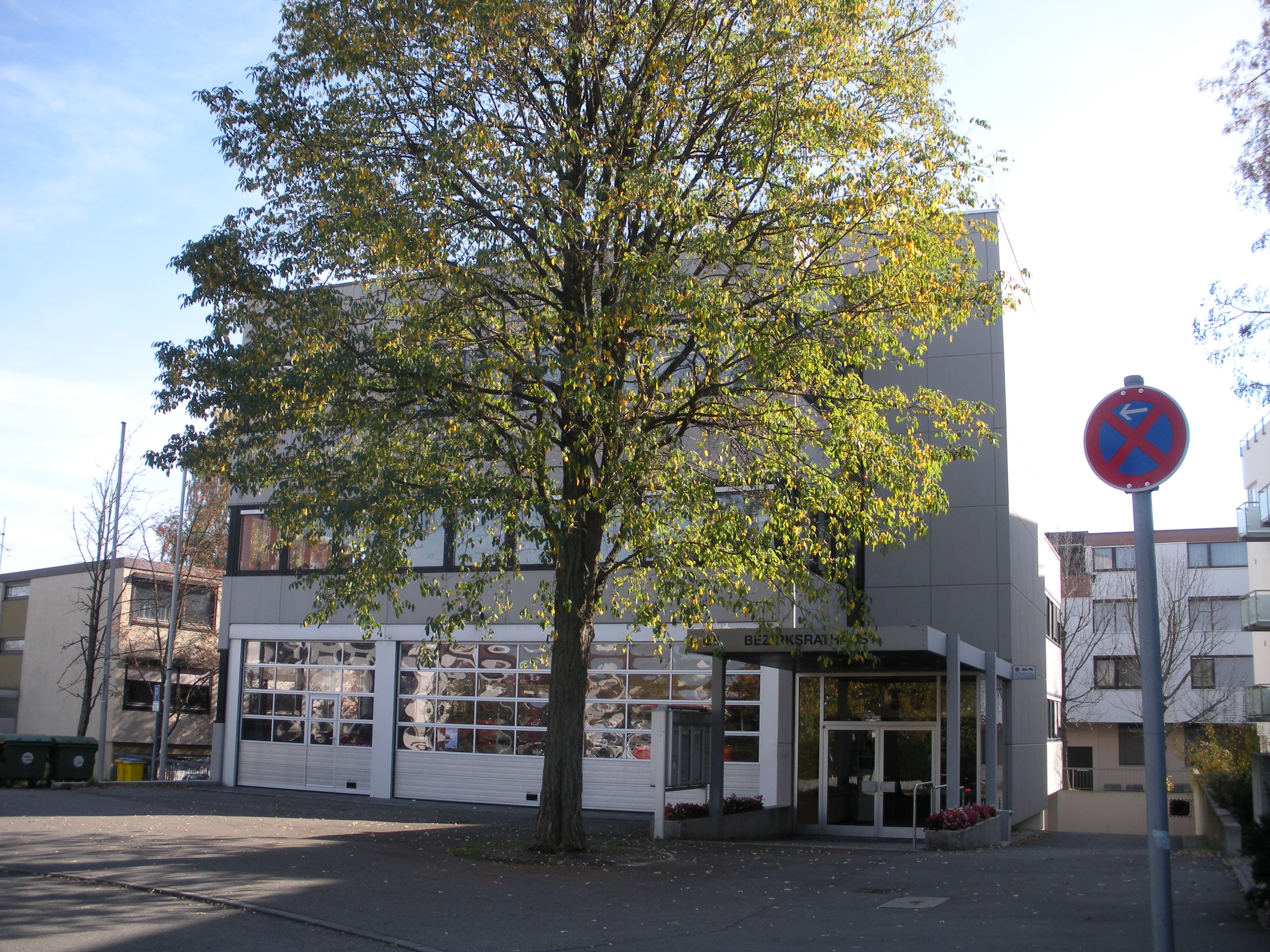
Bezirksrathaus Sillenbuch

Sillenbuch gehörte nach der Auflösung des Oberamtes Cannstatt 1923 zum Amtsoberamt Stuttgart. 1947 wurde der bis 1942 zur Gemeinde Birkach gehörige Stadtteil Riedenberg mit Heumaden und Sillenbuch zum Bezirk Sillenbuch zusammengefasst. Bei der Einteilung der Stadt Stuttgart in Stadtbezirke im Jahre 1956 wurden alle drei Stadtteile zum Stadtbezirk Sillenbuch vereinigt, der auch bei der Neugliederung der Stuttgarter Stadtteile zum 1. Januar 2005 nicht verändert worden ist. Der Stadtbezirk Stuttgart-Sillenbuch besteht somit weiterhin aus drei Stadtteilen.

## Geschichte
Riedenberg wird als „Rodeberg“ oder „Rüdenberg“ um 1110 erstmals in Urkunden erwähnt. Der Ort war nie selbständige Gemeinde. Bis 1810 gehörte das Dorf zum Schultheißenamt Plieningen, dann wurde es Teilort der Gemeinde Birkach, bis es 1942 nach Stuttgart eingemeindet wurde.
Sillenbuch wurde 1264 erstmals urkundlich erwähnt. Der Ort gehörte ab 1624 mit Rohracker zum Oberamt Cannstatt. 1819 gab Sillenbuch seinen Status als „Filiale“ von Rohracker auf und wurde selbständig. 1937 wurde es schließlich nach Stuttgart eingemeindet.
Heumaden wird 1190 erstmals urkundlich erwähnt. 1389 wird der Ort württembergisch.

## Verkehr

### Öffentlicher Verkehr
Mit den Linien U7, U8 und U15 ist der Stadtbezirk gut in das Stuttgarter Stadtbahnsystem eingebunden. Außerdem bedienen den Stadtbezirk die Buslinien 65, 66, 70 und 131 sowie die Oldtimerlinie 23E (bis Ruhbank).

### Radverkehr
Durch Sillenbuch verläuft die Hauptradroute (HRR) 10 der Stadt Stuttgart. Sie führt von Sindelfingen her kommend über Vaihingen, Sonnenberg und Degerloch nach Sillenbuch und weiter Richtung Ostfildern.
Als Hauptradroute zweiter Ordnung ist eine Verbindung von Obertürkheim über Hedelfingen nach Heumaden vorgesehen, aber sie besteht noch nicht (HRR 43).
Für die Zukunft ist eine Radschnellverbindung vom Stadtzentrum über die Ruhbank nach Sillenbuch und weiter nach Ostfildern vorgesehen. An der Ruhbank davon abzweigend soll überdies am Rande des Stadtbezirks eine Radschnellverbindung vom Stadtzentrum nach Plieningen verlaufen.
Zudem besteht für den Freizeitverkehr die Rundstrecke Radel-Thon. Sie führt von Birkach nach Sillenbuch und weiter über Rohracker nach Hedelfingen.

## Städtische Einrichtungen
- Freibad Sillenbuch (Bädle)
- Der Ostfilderfriedhof liegt zwischen Sillenbuch und Heumaden.
- Die Freiwillige Feuerwehr der Feuerwehr Stuttgart unterhält im Stadtbezirk Sillenbuch die Abteilungen Sillenbuch, Heumaden und Riedenberg.

## Bildung
- Grundschule Riedenberg
- Deutsch-Französische Grundschule Sillenbuch
- Grundschule Heumaden
- Birken-Realschule, Heumaden
- Geschwister-Scholl-Gymnasium, Sillenbuch
- Waldorfschule Silberwald

## Vereine/Organisationen
- Obst- und Gartenbauverein Sillenbuch e. V.[2]
- Schach-Club Sillenbuch 1948 e. V.[3]
- Jugendhaus Sillenbuch (Stuttgarter Jugendhaus gGmbH)[4]

### Sport
- SV Sillenbuch 1892 e. V.
- TSV Heumaden 1893 e. V.
- Schach-Club Sillenbuch 1948 e. V.

## Kultur und Sehenswürdigkeiten

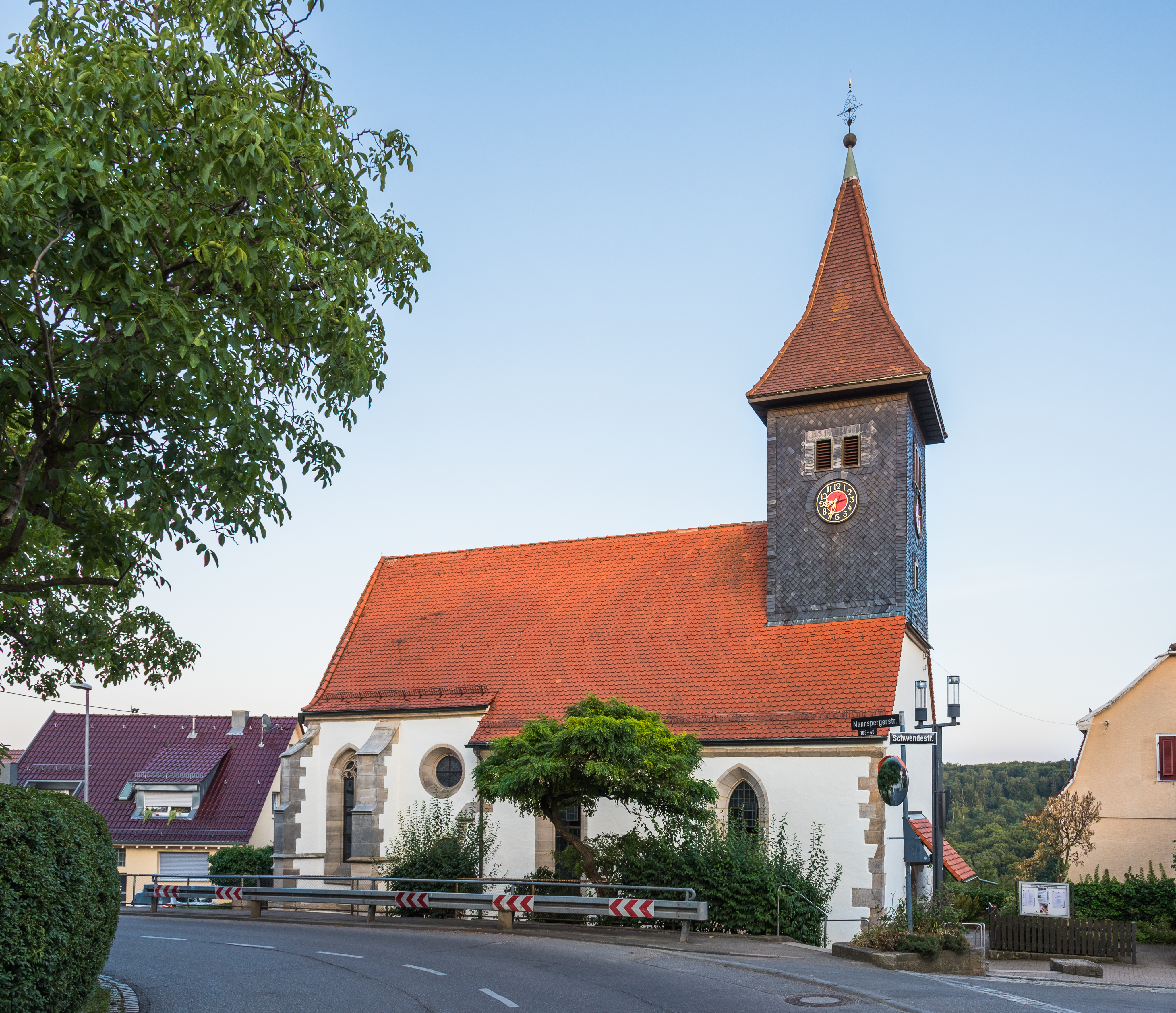
Alte Kirche von 1499 in Heumaden
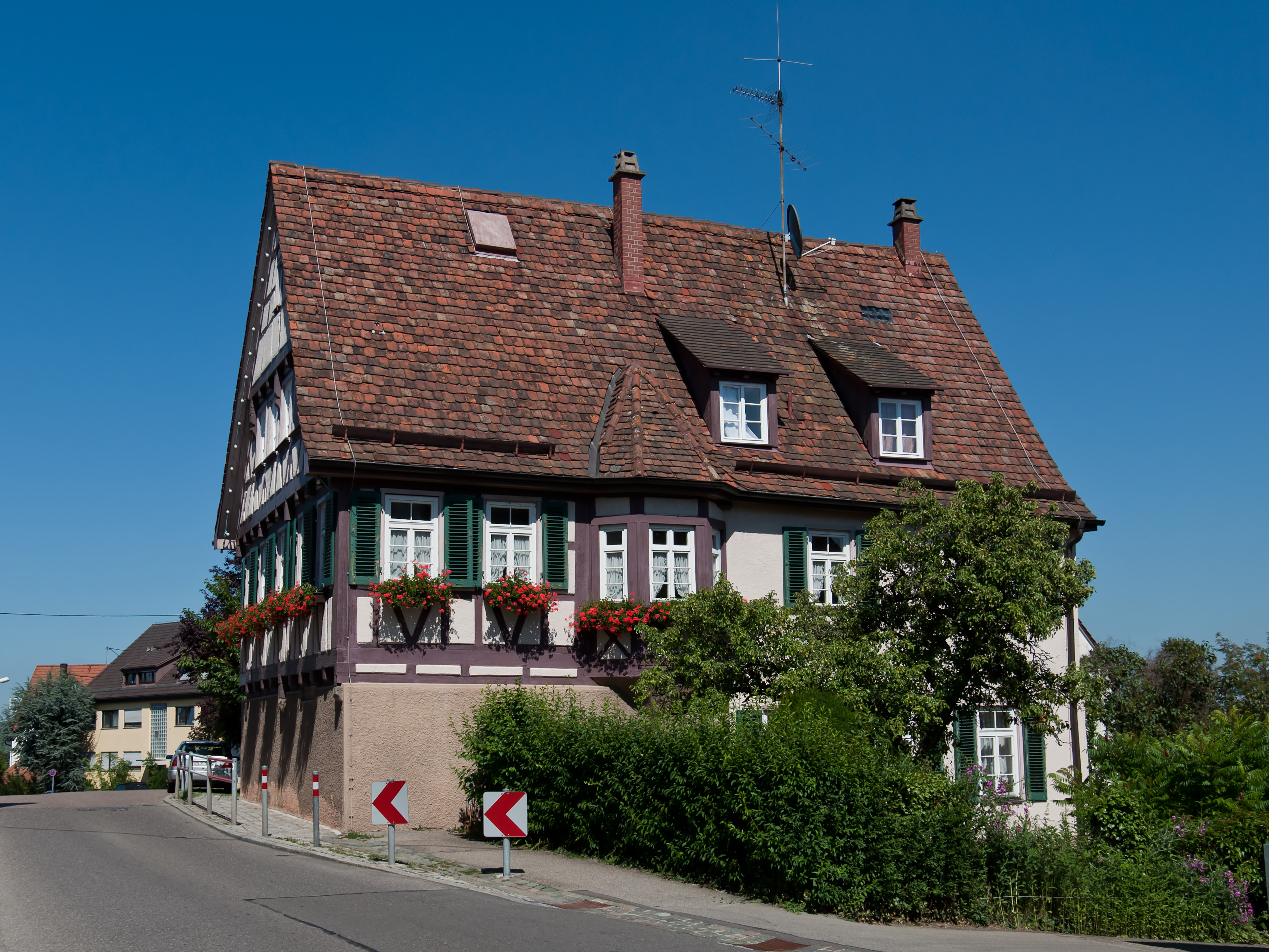
Altes Rathaus Heumaden
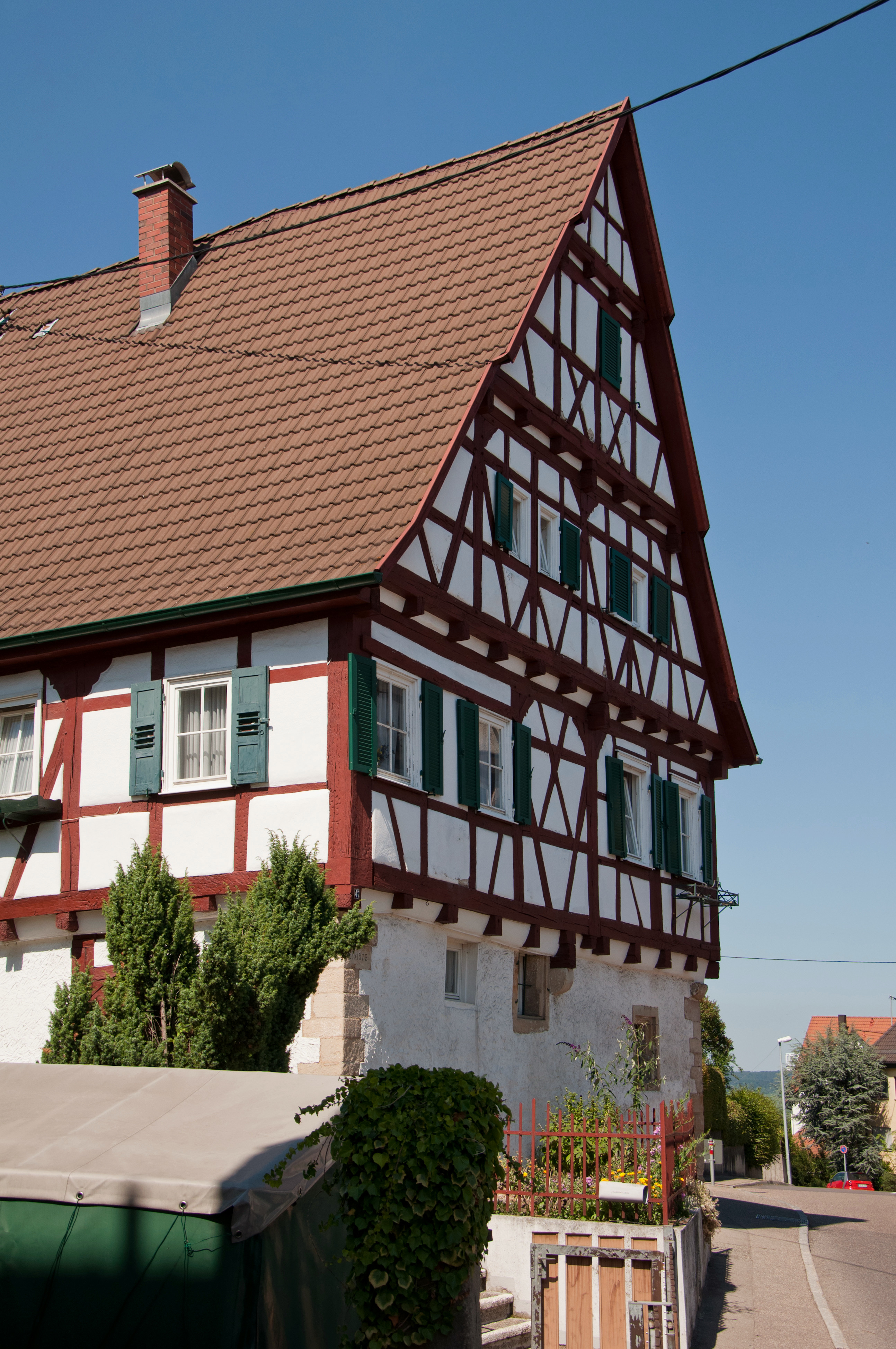
Haus von 1579 in Heumaden
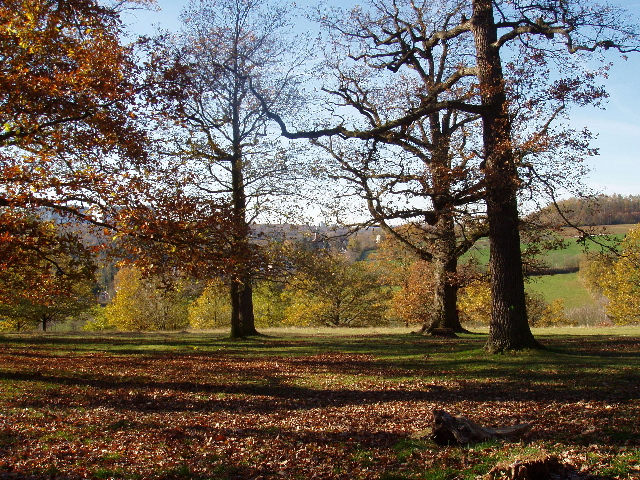
Stuttgarter Eichenhain

- Heumaden: Das Alte Rathaus, ein 1683 erbautes Fachwerkhaus, dient heute als Bürgerhaus.
- Heumaden: Die evangelische Alte Kirche wurde erbaut ab 1499, 1666 umgebaut und 1893 renoviert. Ihr spätgotischer Chor hat eine flache Decke sowie eine Glocke von 1667.
- Heumaden: Die evangelische Gnadenkirche für die jüngeren Ortsteile wurde 1964 eingeweiht und als moderner Kirchenbau mit Architekturpreisen bedacht.
- Sillenbuch: Altes Rathaus von 1821, mit Glockentürmle.
- Sillenbuch: Neues Rathaus von 1907 mit polygonalem Erker in Sichtfachwerk.
- Sillenbuch: Die evangelische Martin-Luther-Kirche, von dem Stuttgarter Architekten Emil Weippert 1933 errichtet,[5] 1963 u. 1988 umgebaut.
- Sillenbuch: Pfarrkirche St. Michael, 1952/53 nach Entwürfen von Hans Herkommer und als Baudenkmal (s. Liste der Kulturdenkmale in Sillenbuch) eingetragen.
- Sillenbuch: Naherholungsgebiet Bußbachtal und  als Naturschutzgebiet Sillenbuch-Heumaden ausgewiesen
- Am Westrand des Stadtteils Riedenberg liegt der Stuttgarter Eichenhain, ein Park mit circa 200 alten Eichen, der im Jahr 1957 als Naturschutzgebiet ausgewiesen wurde.
- Erste Villa des Malers Georg Friedrich Zundel (1875–1948) und von Clara Zetkin. Landhaustyp der Jahrhundertwende – Architekt Carl Burger
- Clara-Zetkin-Haus (Waldheim Sillenbuch), gegründet 1909, ein bedeutender Ort der Stuttgarter Arbeiterbewegung.

## Politik

### Bezirksbeirat
Dem Bezirksbeirat Sillenbuch gehören aufgrund der Einwohnerzahl des Stadtbezirks 13 ordentliche und ebenso viele stellvertretende Mitglieder an. Seit der letzten Kommunalwahl 2024 gilt folgende Sitzverteilung:
- CDU: 4
- Bündnis 90/Die Grünen: 3
- SPD: 2
- AfD: 1
- Freie Wähler: 1
- FDP: 1
- SÖS: 1

### Bezirksvorsteher
Bezirksvorsteher ist seit 1. Juli 2023 Hans Peter Klein, der vom Gemeinderat Stuttgarts mit 50 von 57 abgegebenen Stimmen gewählt wurde. Ein Gegenkandidat trat nicht an.

### Wappen

#### Sillenbuch
| Wappen von Sillenbuch | Blasonierung: „In Blau eine bewurzelte silberne Buche, überdeckt mit einem roten Schildchen, darin eine silberne Kanne.“ |
| Wappen von Sillenbuch | Wappenbegründung: 1913 beantragte der Rat ein Wappen und das Staatsarchiv schlug das oben genannte Wappen vor. Die Buche ist steht als redendes Element für die Silbe „-buch“ aus dem Ortsnamen, während das kleinere Wappenbild das Wappen von Bad Cannstatt zeigt, da das Dorf zum württembergischen Oberamt Cannstatt gehörte. |

#### Heumaden
| Wappen von Sillenbuch | Blasonierung: „In Gold schräggekreuzt eine schwarze Heugabel und ein schwarzer Rechen.“ |
| Wappen von Sillenbuch |                                                                                         |

#### Riedenberg
| Wappen von Sillenbuch | Blasonierung: „In Gold eine stilisierte Eiche mit integriertem Birkacher Wappen.“ |
| Wappen von Sillenbuch |                                                                                   |

## Persönlichkeiten
- Clara Zetkin, geb. Eißner (* 5. Juli 1857 in Wiederau; † 20. Juni 1933 Archangelskoje bei Moskau) war eine linkssozialistische einflussreiche deutsche Politikerin und Frauenrechtlerin. Sie lebte lange mit ihrem Mann, dem Maler Georg Friedrich Zundel, in Sillenbuch.
- Der von der Rote Armee Fraktion ermordete deutsche Manager und Wirtschaftsfunktionär Hanns Martin Schleyer † wurde am 25. Oktober 1977 auf dem Ostfilderfriedhof in Stuttgart-Sillenbuch beerdigt.
- Der ehemalige Stuttgarter Oberbürgermeister Manfred Rommel (* 24. Dezember 1928 in Stuttgart † 7. November 2013 ebenda), der Sohn Erwin Rommels, lebte in Sillenbuch und wurde dort auch beerdigt.
- Ludwig Geißel (* 25. August 1916 in Alzey; † 20. November 2000 in Stuttgart), Vizepräsident des Diakonischen Werkes der EKD sowie Mitbegründer der Aktion „Brot für die Welt“ und der „Diakonie Katastrophenhilfe“.
- Günter Behnisch (* 12. Juni 1922 in Lockwitz bei Dresden; † 12. Juli 2010 in Stuttgart), ein deutscher Architekt und Professor für Architektur, lebte in Sillenbuch.

### Ehrenbürger
Die Jahreszahl gibt den Zeitpunkt der Verleihung der Ehrenbürgerwürde wieder
- 1897 – Paul Rommel, Wirt (1862–1918)